# Střída (mluvnice)
Střída, často též ablaut (z němčiny), je v lingvistice systematické střídání fonémů, obvykle samohlásek, v kořenech slov při flexi, tj. při skloňování nebo časování.

## Indoevropský ablaut
Ablaut se vyvinul v praindoevropštině v důsledku posunů přízvuku (v příkladech označovaného čárkou) a redukcí nepřízvučných slabik – toto střídání pak bylo analogicky rozšířeno do většiny slovních kategorií a stalo se jejich příznakem. Souvislost střídání přízvuku a ablautového stupně je v nejstarších jazycích ještě dobře zřetelná. Rozdíl je patrný v indoevropském *hési = č. „jsi“ (s přízvukem na kořeni *hes) v porovnání s *hsté „jste“ (s přízvukem na sufixu).
„Základní vokál“, tradičně rekonstruovaný jako *e (třebaže se spíše ve fázi, kdy se ablaut vyvíjel, jednalo o *a), nabýval různých podob, redukoval se či naopak dloužil a měnil svoji kvalitu, takže hovoříme o tzv. kvantitativním ablautu, tedy stupni základním (*e), stupni dlouženém (*ē) a stupni redukovaném, kdy vokál zaniká (srovnatelně se střídáním -e- s -∅- v č. blbec – blbce) a ablautu kvalitativním, kdy se střídají *e a *o.

### Příklady
- Čeština: vezu – vozím (e se mění v o), smrt – umírat (slabikotvorné r se mění v ír); suchý – schnout – prosychat – vysoušet, souš
- Germánské jazyky: typické střídání kmenových samohlásek při tvoření minulých a trpných tvarů silných a nepravidelných sloves, např. sloveso dát:

angl. give – gave – given
něm. geben – gab – gegeben
niz. geven – gaf – gegeven
švéd. giva – gav – givit
- Starořečtina:

Také ve starořečtině se vyskytuje střída, především kvalitativní.
- Sanskrt:

V sanskrtu existují tři stupně střídy – nulový (základní), první stupeň guna a druhý stupeň vrddhi. Střída se týká jen vokálů a slabičného r.